# Epania praestans
Epania praestans är en skalbaggsart som beskrevs av Holzschuh 2008. Epania praestans ingår i släktet Epania och familjen långhorningar.
Artens utbredningsområde är Laos. Inga underarter finns listade i Catalogue of Life.